# سالکا
سالکا (به مجاری:  Szálka) یک شهرداری در مجارستان است که در ناحیه سکسارد واقع شده‌است. سالکا ۱۷٫۱ کیلومتر مربع مساحت و ۵۹۷ نفر جمعیت دارد.